# Lissonotypus
Lissonotypus is een kevergeslacht uit de familie van de boktorren (Cerambycidae). De wetenschappelijke naam van het geslacht werd voor het eerst geldig gepubliceerd in 1864 door Thomson.

## Soorten
Lissonotypus omvat de volgende soorten:
- Lissonotypus brasiliensis (Buquet, 1860)
- Lissonotypus tetraspilotus (White, 1853)